# Graecoanatolica
Graecoanatolica is een geslacht van weekdieren uit de klasse van de Gastropoda (slakken).

## Soorten
- Graecoanatolica anatolica (Schütt, 1965)
- Graecoanatolica brevis Radoman, 1973
- Graecoanatolica conica Radoman, 1973
- Graecoanatolica denizliensis (Taner, 1974) †
- Graecoanatolica dinarica Kebapçi, Koca & Yildirim, 2012
- Graecoanatolica kocapinarica Radoman, 1973
- Graecoanatolica lacustristurca Radoman, 1973
- Graecoanatolica macedonica Radoman & Stankovic, 1979
- Graecoanatolica nageli Glöer & Pešić, 2015
- Graecoanatolica pamphylica (Schütt, 1964)
- Graecoanatolica tenuis Radoman, 1973
- Graecoanatolica vegorriticola (Schütt, 1962)
- Graecoanatolica yildirimi Glöer & Pešić, 2015